# أخبر لورا أنني أحبها (أغنية)
أخبر لورا أنني أحبها (بالإنجليزية: Tell Laura I Love Her)‏ أغنية كتبها جيف باري وبين رالي، وكانت من أفضل 10 أغاني شهيرة في الولايات المتحدة للمغني راي بيترسون Ray Peterson في عام 1960، حيث وصلت إلى المركز السابع على قائمة الهوت بيلبورد 100، وفي وقت لاحق من نفس العام، تم تسجيل الأغنية وإصدارها بصوت المغني البريطاني من ويلز «ريكي فالانسي» في المملكة المتحدة، حيث احتلت المركز الأول على قائمة أفضل الأغاني الفردية في المملكة المتحدة. حققت الأغنية نجاحًا كبيرًا في 14 دولة، وباعت منه أكثر من سبعة ملايين نسخة.
تروي الأغنية قصة مأساوية لفتى مراهق يدعى تومي يقع في حالة حب يائسة مع فتاة تدعى لورا، وعندما ظهرت نسخة «ريكي فالانسي» في المملكة المتحدة حدث ذعر أخلاقي واضح وقرر المسؤولون التنفيذيون في شركة تسجيلات ديكا أنه لا يمكن إصدار الأغنية، قائلين إنها كانت «بلا طعم ومبتذلة للغاية بالنسبة للحساسية الإنجليزية». تم بالفعل إتلاف 25000 نسخة، ولكن شركة إي أم آي- كولومبيا EMI-Columbia استدعت فالانسي لتسجيل أغنيته التي حظرتها محطة البي بي سي على الفور، مستشهدة بسلسلة حديثة من حوادث الطرق المميتة، لكن الأغنية صعدت إلى المرتبة الأولى في المملكة المتحدة في سبتمبر 1960 وبقيت على القمة لمدة ثلاثة أسابيع، وفي نفس الوقت تقريبًا، سجل جون ليتون نسخة من الأغنية مع شركة تسجيلات توب رانك، ولكن شركة إي أم آي سحبت نسخة ليتون من البيع لأنها حصلت على حقوق الأغنية.

## كلمات الأغنية
كانت لورا وتومي عاشقين Laura and Tommy were lovers
أراد أن يعطيها كل شيء He wanted to give her everything
الزهور والهدايا والأهم من ذلك كله خاتم الزواج Flowers, presents and most of all a wedding ring
رأى إعلان لسباق سيارات He saw a sign for a stock car race
يقول الجائزة ألف دولار A thousand dollar prize it read
لم يستطع الحديث مع لورا على الهاتف He couldn't get Laura on the phone
هكذا قال تومي لأمها So to her mother Tommy said
أخبرِ لورا أنني أحبها، أخبرِ لورا أنني بحاجة إليها Tell Laura I love her, tell Laura I need her
أخبر لورا أنني قد أتأخر Tell Laura I may be late
لدي شيء أفعله ولا يمكنه الانتظار I've something to do that cannot wait
قاد سيارته إلى حلبة السباق He drove his car to the racing ground
كان أصغر سائق هناك He was the youngest driver there
هتف الحشد عندما بدأ السباق The crowd roared as they started the race
سارعوا حول المسار بوتيرة مميتة Round the track they drove at a deadly pace
لا أحد يعرف ماذا حدث في ذلك اليوم No one knows what happened that day
كيف اشتعلت النيران في سيارته How his car overturned in flames
لكن عندما أخرجوه من الحطام الملتوي But as they pulled him from the twisted wreck
مع أنفاسه الأخيرة سمعوه يقول With his dying breath, they heard him say
أخبر لورا أنني أحبها، أخبر لورا أنني بحاجة إليها Tell Laura I love her, tell Laura I need her
قل لورا ألا تبكي Tell Laura not to cry
لن يموت حبي لها أبدا My love for her will never die
في الكنيسة حيث تصلي لورا الآن Now in the chapel where Laura prays
لتومي الذي وافته المنية من أجلها For her Tommy who passed away
لقد عاش ومات للورا فقط It was just for Laura he lived and died
وحدها في الكنيسة تسمعه يبكي Alone in the chapel she can hear him cry

## وصلات خارجية
https://www.youtube.com/watch?v=680FEHSEQ8E أخبر لورا أنني أحبها (أغنية)
https://www.songfacts.com/facts/ray-peterson/tell-laura-i-love-her أخبر لورا أنني أحبها (أغنية)